# Longeau-Percey
Longeau-Percey – miejscowość i gmina we Francji, w regionie Grand Est, w departamencie Górna Marna.
Według danych na rok 1990 gminę zamieszkiwało 638 osób, a gęstość zaludnienia wynosiła 85 osób/km².

## Współpraca

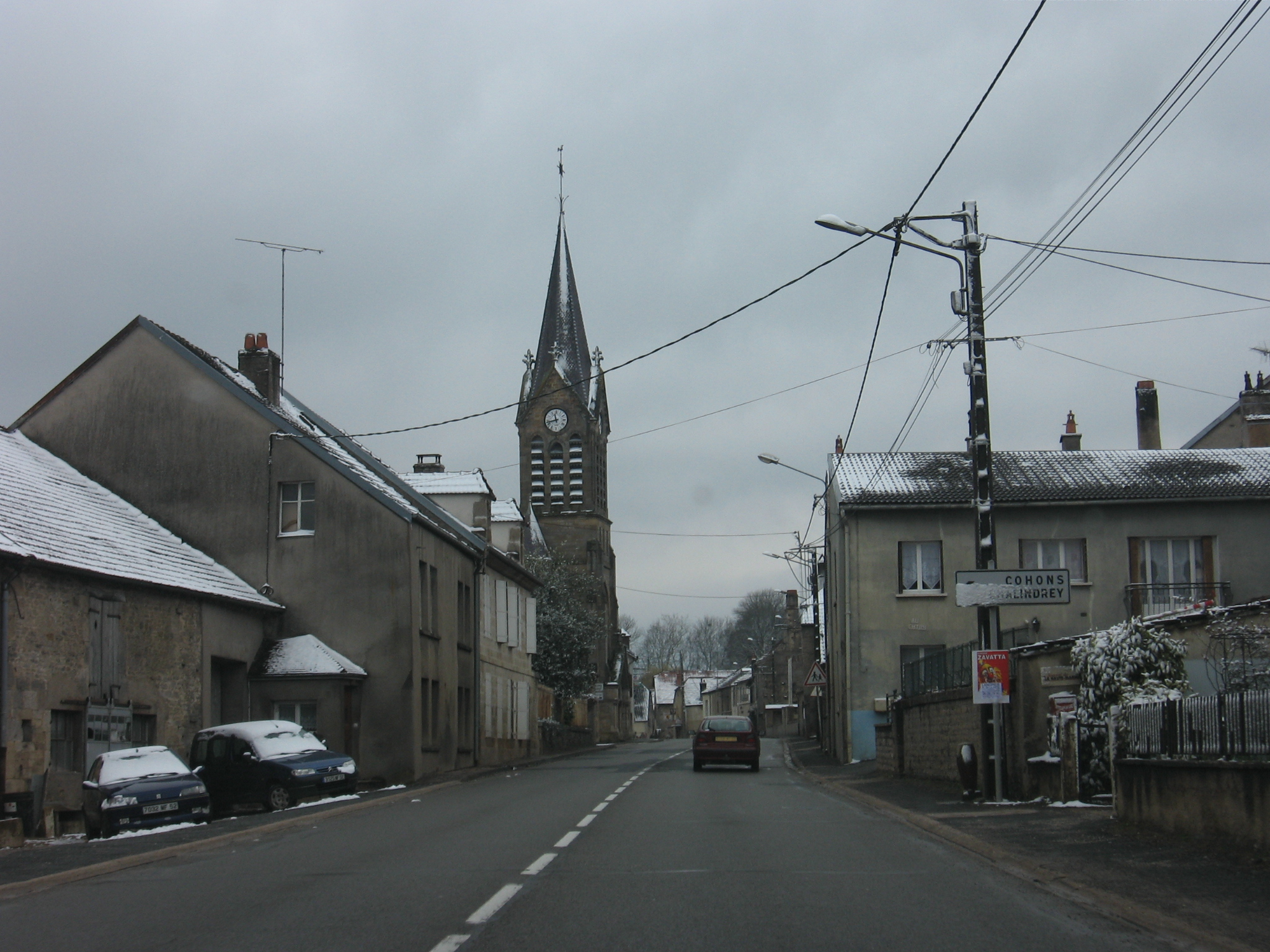
Longeau, 2008

Miejscowość partnerska:
- Namur, Belgia